# Stelios Haji-Ioannou
Stelios Haji-Ioannou (på græsk: Στέλιος Χατζηιωάννου, født 14. februar 1967 i Athen, Grækenland) er en britisk iværksætter, bedst kendt for stiftelsen af lavprisflyselskabet easyJet.